# PUREまりおねーしょん
『PUREまりおねーしょん』（ピュアまりおねーしょん）は、髙木信孝による日本の漫画作品。メディアワークス刊行『月刊コミック電撃大王』にて、2003年1月号から2004年7月号まで連載された。単行本は全2巻。

## 作品概要
マリオネットと呼ばれるアンドロイドの主人公・あのんの、クラスメイトの人間の女の子との心の触れ合いと友情、そして恋を描いた作品。
単行本2巻では、『ココロ図書館』主人公のこころが成長した姿でゲストキャラクターとして登場する。

## 主な登場人物
紅葉あのん（くれは あのん）
主人公のアンドロイドの女の子。コードネームはALIS（アリス）。人間の友達が欲しいという思いから名門女子高に通い始める。
椎名まどか（しいな まどか）
マリオネットの開発者。学校ではあのんのカウンセラーとして通している。
芳奈みあも（よしな みあも）
あのんに初めてできた友達。芳波あもという名で有名なピアニストであったが、妹を亡くしたことでピアノから離れていた。あのんの純粋な思いを受け、再び弾き始める。不慮の事故であのんがアンドロイドである事を知ってしまうが、それを機に、2人の距離はより縮まる事に。
真渕あいな（まぶち あいな）
当初はあのんにライバル意識を燃やしていたが、彼女のことを知っていく内に魅力に惹かれて行き、やがては友情を超えた感情を抱くようになる。
椙田ゆうゆ（すぎた ゆうゆ）
あいなの親友。トランプ占いが得意で、よくクラスメイトから占いを頼まれる。逸早くあいなの感情に気づき、彼女にアドバイスを送る。
志翠みのん（しすい みのん）
あのんの後継となるエンジンを積んだマリオネットで、あのんの従妹として入学してきた。コードネームはALIS-II（アリス・ツー）。
水咲じゅね（みずさき じゅね）
学校寮の副寮長。その正体はALISの1つ前に作られたマリオネット。
水咲なみね（みずさき なみね）
じゅねと同時に作られたマリオネット。周りには双子の姉妹として通している。

## 単行本
1. 2003年10月25日初版発行 ISBN 4-8402-2476-5
2. 2004年8月25日初版発行 ISBN 4-8402-2793-4